# 格蘭德維爾 (密歇根州)
格蘭德維爾（英語：Grandville）是一個位於美國密歇根州肯特縣的城市。

## 人口
根據2020年美國人口普查的數據，格蘭德維爾的面積為19.88平方千米，當中陸地面積為18.77平方千米，而水域面積為1.11平方千米。當地共有人口16083人，而人口密度為每平方千米809人。